# Smart People
Smart People (Brasil: Vivendo e Aprendendo ) é um filme norte-americano de 2008, dos gêneros comédia e drama, estrelado por Dennis Quaid, Sarah Jessica Parker, Elliot Page e Thomas Haden Church. Foi dirigido por Noam Murro, escrito por Mark Poirier e produzido por Michael London, com Omar Amanat como produtor executivo. A trilha sonora do filme foi composta por Cliff Eidelman e Nuno Bettencourt.
O filme foi rodado em Pittsburgh, Pensilvânia, incluindo cenas na Universidade Carnegie Mellon e no Aeroporto Internacional de Pittsburgh. Lançado no Sundance Film Festival de 2008. Os direitos de distribuição na América do Norte são da Miramax Films e o filme foi lançado em 11 de abril de 2008.

## Sinopse
A relação do professor de inglês viúvo Lawrence Wetherhold (Dennis Quaid) com seus filhos James (Ashton Holmes) e Vanessa Wetherhold (Elliot Page). Lawrence, inconformado com a morte de sua esposa, se torna uma pessoa depressiva e amarga, mas encontra em Janet (Sarah Jessica Parker) a possibilidade de um novo amor. 

## Elenco

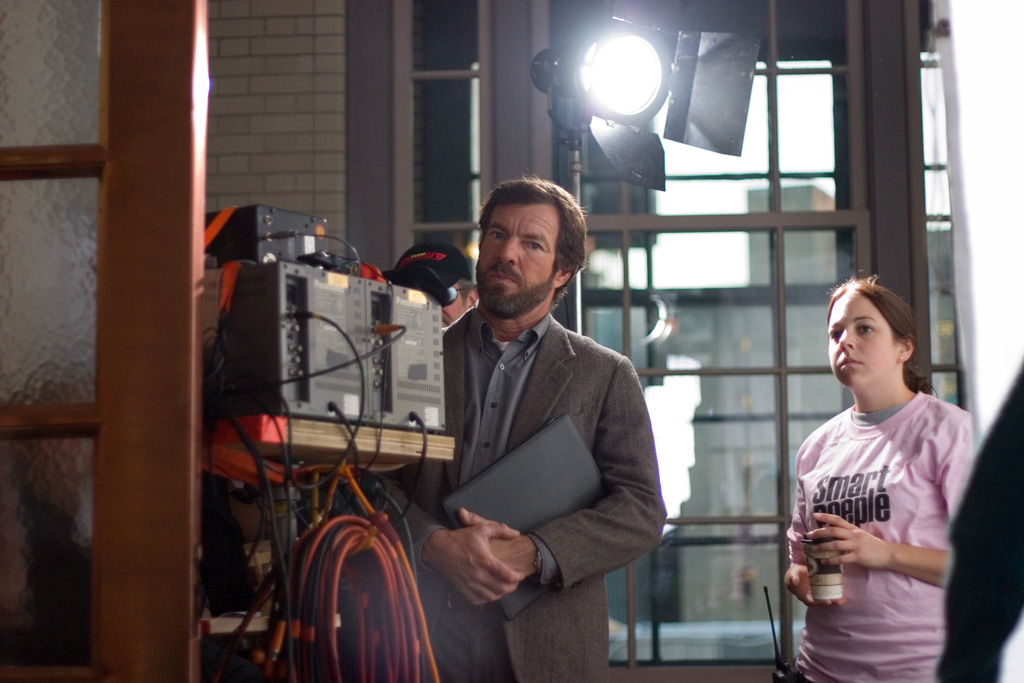
Dennis Quaid durante as filmagens na Universidade Carnegie Mellon, em Pittsburgh.

- Dennis Quaid .... Lawrence Wetherhold
- Sarah Jessica Parker .... Janet Hartigan
- Thomas Haden Church .... Chuck Wetherhold
- Elliot Page .... Vanessa Wetherhold
- Ashton Holmes .... James Wetherhold
- Christine Lahti .... Nancy
- Camille Mana .... Missy Chin
- David Denman .... Dr. William Strauss
- Don Wadsworth .... Hadley
- Richard John Walters .... Atendente do Parque